# Olly Wannabe
Olly Wannabe is een Vlaamse komische jeugdserie, geschreven door Geerard Van de Walle en geproduceerd door Hotel Hungaria. De afleveringen worden sinds 2016 in België uitgezonden op Ketnet.

## Rolverdeling

### Vaste rollen
| Acteur               | Personage    | Seizoen |
| -------------------- | ------------ | ------- |
| Geerard Van de Walle | Olly Wannabe | 1&2     |
| Jakob Verstichel     | Olly Wannabe | 1&2     |
| Jan Baerts           | Reporter     | 1&2     |

### Gastrollen seizoen 1
| Acteur              | Personage       |
| ------------------- | --------------- |
| Sander Gillis       | Zichzelf        |
| Myriam Mulder       | Receptioniste   |
| Eric Kloeck         | Chauffeur       |
| Annelies De Nil     | Hilde Groothals |
| Shana Steyt         | Saai Meisje     |
| Andrea De Smedt     | Jong Meisje     |
| Joy Anna Thielemans | Zichzelf        |
| Yakup Uzun          | Cameraman 1     |
| Johan Felix         | Cameraman 2     |
| Nico Vanhole        | Zichzelf        |
| Dempsey Hendrickx   | Zichzelf        |
| Aster Nzeyimana     | Zichzelf        |
| Hanne Decoutere     | Zichzelf        |
| Sabine Hagedoren    | Zichzelf        |
| Jeroen Meus         | Zichzelf        |
| Bart Verbeelen      | Zichzelf        |
| Tom De Cock         | Zichzelf        |

### Gastrollen seizoen 2
| Acteur                | Personage         |
| --------------------- | ----------------- |
| Adriaan Van den Hoof  | Zichzelf          |
| Annelies De Nil       | Hilde Groothals   |
| Laetitia Vandueren    | Meneer de Mevrouw |
| Linde Merckpoel       | Zichzelf          |
| Bouba Kalala          | Zichzelf          |
| Peter Van de Veire    | Zichzelf          |
| Julie Van den Steen   | Zichzelf          |
| Shana Steyt           | Saai Meisje       |
| Leonard Muylle        | Zichzelf          |
| Sien Wynants          | Zichzelf          |
| Zita Wauters          | Zichzelf          |
| Danira Boukhriss      | Zichzelf          |
| Maureen Vanherberghen | Zichzelf          |
| Siegfried De Doncker  | Zichzelf          |
| Nico Sturm            | Zichzelf          |
| Tatyana Beloy         | Zichzelf          |
| Lieven Scheire        | Zichzelf          |
| Paul Lembrechts       | Zichzelf          |

## Verhaal

### Seizoen 1
‘Olly Wannabe’ is een komische fictiereeks over een aap, Olly, die een ster wil worden. Hij wil het maken bij de VRT. Olly is ervan overtuigd dat Vlaanderen snakt naar zijn bruisende talent, en dat een grote televisieshow slechts een kwestie van tijd is. Als de VRT hem na een luttele 147 spontane sollicitaties uitnodigt voor een gesprek, gelooft Olly dat zijn grote dag aangebroken is.

### Seizoen 2
Op donderdag 7 december 2017 ging het tweede seizoen van superster Olly Wannabe van start. Hij wordt door Hilde 'Dikke Nek' Groothals uitgenodigd op de VRT om een boete te ontvangen voor alle schade die hij de VRT vorig seizoen heeft berokkend. Door een gelukkige vergissing tekent hij echter het sterrencontract dat oorspronkelijk voor Adriaan van den Hoof was bedoeld. Getekend is getekend, en Olly heeft nu een jaarcontract bij de Vlaamse televisie, tot grote spijt van zowat iedereen.

### Gala van de Gouden K's
Op het Gala van de Gouden K's op 4 februari 2017 presenteerde Olly Wannabe samen met Showbizz Bart een grote backstage-show die live werd uitgezonden op de digitale platformen van Ketnet.

### Olly Wannabe's Comedy Club
In deze reeks vertelt Olly elke aflevering een mop.

### In bed met Olly
Elke week kruipt er een andere bekende persoon in bed met Olly Wannabe. De afleveringen worden uitgezonden op Ketnet en verschijnen op YouTube.

### Wannabe's
Wannabe's is een Vlaamse sitcom rond het populaire personage Olly Wannabe.

## Afleveringen
| Seizoen         | Afleveringen | Uitgezonden      | Uitgezonden     |
| Seizoen         | Afleveringen | Seizoen start    | Seizoenfinale   |
| --------------- | ------------ | ---------------- | --------------- |
| 1               | 10           | 30 november 2016 | 1 februari 2017 |
| 2               | 10           | 7 december 2017  | 1 februari 2018 |
| In bed met Olly | 50           | 6 januari 2019   | 6 maart 2019    |

### Seizoen 1
1. Solliciteren bij de grote televisie
2. Wrappen met Sander Gillis
3. Olly op de set van Thuis
4. Olly verzorgt een echte ster
5. Olly maakt het mooie weer
6. Olly op de radio
7. Olly wordt een held
8. Olly wordt sportcommentator
9. Olly op de nieuwsredactie
10. Olly leert koken met Jeroen Meus

### Seizoen 2
1. Olly comes back
2. Olly is bang van rosse Linde Merckpoel
3. Presenteert Olly bij MNM?
4. Een mooie dag voor Olly, Sien en Leonard. Of toch niet?
5. Olly gaat vloggen
6. Olly wordt 'regisseur'
7. Olly helpt Sieg om een echte sterartiest te worden
8. Olly bereidt zich voor op een interview
9. Is Olly supergoed in alles en ook in tango?
10. Een laatste kans voor Olly

### In bed met Olly
Elke week kruipt er een andere bekende persoon in bed met Olly Wannabe. Met elke bekende persoon worden 5 afleveringen gemaakt.
- Dylan Haegens
- Michiel De Meyer
- Stien Edlund
- Aster Nzeyimana
- Tine Embrechts
- Julie Van den Steen
- Elindo Avastia
- Frank Deboosere
- Tatyana Beloy
- Siska Schoeters